# Ronde van Luxemburg 2010
De Ronde van Luxemburg 2010 (Luxemburgs: Tour de Luxembourg 2010) werd gehouden van 2 juni tot en met 6 juni in Luxemburg. Het was de 70ste editie van deze rittenkoers, die deel uitmaakte van de UCI Europe Tour 2010.

## Etappe-overzicht
| etappe  | datum  | start       | finish      | afstand  | winnaar           |
| ------- | ------ | ----------- | ----------- | -------- | ----------------- |
| Proloog | 2 juni | Luxemburg   | Luxemburg   | 2,659 km | Jimmy Engoulvent  |
| 1e      | 3 juni | Luxemburg   | Hesperange  | 179,7 km | Giovanni Visconti |
| 2e      | 4 juni | Schifflange | Differdange | 202,7 km | Fränk Schleck     |
| 3e      | 5 juni | Eschweiler  | Diekirch    | 191,5 km | Tony Gallopin     |
| 4e      | 6 juni | Mersch      | Luxemburg   | 135,0 km | Gorka Izagirre    |

## Etappe-uitslagen

### Proloog
| Luxemburg – Luxemburg (2,659 km) |                  |                 |       |
| Plaats                           | Naam             | Ploeg           | Tijd  |
| Winnaar                          | Jimmy Engoulvent | Saur Sojasun    | 3'41" |
| 2                                | Cyril Lemoine    | Saur Sojasun    | + 9"  |
| 3                                | Grégory Rast     | Team Radioshack | + 9"  |
| 4                                | Jimmy Casper     | Saur Sojasun    | + 10" |
| 5                                | Lance Armstrong  | Team Radioshack | + 10" |
|                                  |                  |                 |       |
| 12                               | Kevyn Ista       | Cofidis         | + 14" |
| 24                               | Koen de Kort     | Skil-Shimano    | + 17" |

### 1e etappe
| Luxemburg – Hesperange (179,7 km) |                     |                     |          |
| Plaats                            | Naam                | Ploeg               | Tijd     |
| Winnaar                           | Giovanni Visconti   | ISD - Neri          | 4u29'55" |
| 2                                 | Jawhen Hoetarovitsj | Française des Jeux  | z.t.     |
| 3                                 | Borut Božič         | Vacansoleil         | z.t.     |
| 4                                 | Sebastian Siedler   | Vorarlberg-Corratec | z.t.     |
| 5                                 | Aitor Galdós        | Euskaltel-Euskadi   | z.t.     |
|                                   |                     |                     |          |
| 19                                | Koen de Kort        | Skil-Shimano        | z.t.     |
| 23                                | Kevyn Ista          | Cofidis             | z.t.     |

### 2e etappe
| Schifflange – Differdange (202,7 km) |                     |                |          |
| Plaats                               | Naam                | Ploeg          | Tijd     |
| Winnaar                              | Fränk Schleck       | Team Saxo Bank | 5u10'38" |
| 2                                    | Matteo Carrara      | Vacansoleil    | z.t.     |
| 3                                    | Juan Antonio Flecha | Team Sky       | + 35"    |
| 4                                    | Sergej Ivanov       | Team Katusha   | z.t.     |
| 5                                    | Björn Leukemans     | Vacansoleil    | + 36"    |
|                                      |                     |                |          |
| 16                                   | Koen de Kort        | Skil-Shimano   | + 58"    |

### 3e etappe
| Eschweiler – Diekirch (191,5 km) |                   |              |          |
| Plaats                           | Naam              | Ploeg        | Tijd     |
| Winnaar                          | Tony Gallopin     | Cofidis      | 4u57'28" |
| 2                                | Giovanni Visconti | ISD-Neri     | z.t.     |
| 3                                | Alexandre Geniez  | Skil-Shimano | z.t.     |
| 4                                | Sergej Ivanov     | Team Katusha | z.t.     |
| 5                                | Björn Leukemans   | Vacansoleil  | z.t.     |
|                                  |                   |              |          |
| 40                               | Koen de Kort      | Skil-Shimano | + 2'08"  |

### 4e etappe
| Mersch – Luxemburg (135 km) |                    |                           |          |
| Plaats                      | Naam               | Ploeg                     | Tijd     |
| Winnaar                     | Gorka Izagirre     | Euskaltel-Euskadi         | 3u01'23" |
| 2                           | Sergej Ivanov      | Team Katusha              | z.t.     |
| 3                           | Matteo Carrara     | Vacansoleil               | z.t.     |
| 4                           | Steve Houanard     | Skil-Shimano              | z.t.     |
| 5                           | Jimmy Engoulvent   | SAUR - Sojasun            | z.t.     |
|                             |                    |                           |          |
| 13                          | Koen de Kort       | Skil-Shimano              | z.t.     |
| 18                          | Sébastien Delfosse | Landbouwkrediet - Colnago | z.t.     |

## Eindklassementen
| Plaats    | Naam                | Ploeg              | Tijd      |
| --------- | ------------------- | ------------------ | --------- |
| Gele trui | Matteo Carrara      | Vacansoleil        | 17u43'21" |
| 2         | Fränk Schleck       | Team Saxo Bank     | +00' 01"  |
| 3         | Lance Armstrong     | Team Radioshack    | +00' 30"  |
| 4         | Juan Antonio Flecha | Team Sky           | +00' 34"  |
| 5         | Sergej Ivanov       | Team Katusha       | z.t.      |
| 6         | Björn Leukemans     | Vacansoleil        | +00' 35"  |
| 7         | Alexandre Geniez    | Skil-Shimano       | +00' 39"  |
| 8         | Andreas Klöden      | Team Radioshack    | +00' 50"  |
| 9         | Grégory Rast        | Team Radioshack    | +00' 51"  |
| 10        | Sandy Casar         | Française des Jeux | +00' 52"  |
|           |                     |                    |           |
| 26        | Koen de Kort        | Skil-Shimano       | +03' 07"  |

| Plaats      | Naam              | Ploeg        | Punten |
| ----------- | ----------------- | ------------ | ------ |
| Blauwe trui | Sergej Ivanov     | Team Katusha | 43     |
| 2           | Matteo Carrara    | Vacansoleil  | 36     |
| 3           | Giovanni Visconti | ISD-Neri     | 36     |
|             |                   |              |        |
| 7           | Björn Leukemans   | Vacansoleil  | 18     |

| Plaats      | Naam                    | Ploeg                   | Punten |
| ----------- | ----------------------- | ----------------------- | ------ |
| Groene trui | Jorge Martin Montenegro | Andalucia-Cajasur       | 38     |
| 2           | Ángel Vicioso           | Andalucia-Cajasur       | 29     |
| 3           | Anthony Charteau        | Bouygues Télécom        | 15     |
|             |                         |                         |        |
| 7           | Tom Van Den Haute       | Landbouwkrediet-Colnago | 12     |

| Plaats     | Naam                 | Ploeg                   | Tijd      |
| ---------- | -------------------- | ----------------------- | --------- |
| Witte trui | Alexandre Geniez     | Skil-Shimano            | 17u44'00" |
| 2          | Ivan Rovny           | Team Radioshack         | +00' 28"  |
| 3          | Jonathan Castroviejo | Euskaltel-Euskadi       | +00' 29"  |
|            |                      |                         |           |
| 15         | Tom Van Den Haute    | Landbouwkrediet-Colnago | +17' 24"  |

| Plaats | Ploeg           | Tijd      |
| ------ | --------------- | --------- |
|        | Team Radioshack | 53u12'12" |
| 2      | Team Katusha    | +00' 04"  |
| 3      | Team Sky        | +00' 21"  |

1935 · 
1936 · 
1937 · 
1938 · 
1939 · 
1940 · 
1941 · 
1942 · 
1943 · 
1944 · 
1945 · 
1946 · 
1947 · 
1948 · 
1949 · 
1950 · 
1951 · 
1952 · 
1953 · 
1954 · 
1955 · 
1956 · 
1957 · 
1958 · 
1959 · 
1960 · 
1961 · 
1962 · 
1963 · 
1964 · 
1965 · 
1966 · 
1967 · 
1968 · 
1969 · 
1970 · 
1971 · 
1972 · 
1973 · 
1974 · 
1975 · 
1976 · 
1977 · 
1978 · 
1979 · 
1980 · 
1981 · 
1982 · 
1983 · 
1984 · 
1985 · 
1986 · 
1987 · 
1988 · 
1989 · 
1990 · 
1991 · 
1992 · 
1993 · 
1994 · 
1995 · 
1996 · 
1997 · 
1998 · 
1999 · 
2000 · 
2001 · 
2002 · 
2003 · 
2004 · 
2005 · 
2006 · 
2007 · 
2008 · 
2009 · 
2010 · 
2011 · 
2012 · 
2013 · 
2014 ·
2015 ·
2016 ·
2017 ·
2018 ·
2019 ·
2020 ·
2021 · 2022 · 2023 · 2024